# Copa Libertadores 1984
Copa Libertadores 1984 var 1984 års säsong av Copa Libertadores som vanns av Independiente från Argentina efter en finalseger mot Grêmio från Brasilien. 2 lag från varje land i CONMEBOL deltog, vilket innebar 20 länder. Dessutom var ett lag kvalificerat som regerande mästare. De första 20 lagen delades upp i fem grupper om fyra lag där varje gruppvinnare gick vidare till en andra gruppspelsfas. Där delades de fem gruppvinnarna och det regerande mästarlaget upp i två grupper om tre lag. De två gruppvinnarna fick mötas i final.
Varje grupp representerades av två länder, med två lag från vardera lag.
- Grupp 1: Argentina och Paraguay
- Grupp 2: Chile och Bolivia
- Grupp 3: Colombia och Brasilien
- Grupp 4: Ecuador och Uruguay
- Grupp 5: Venezuela och Peru

## Första gruppspelet

### Grupp 1
| Nr | Lag              | S | V | O | F | GM | IM | MS | P |
| -- | ---------------- | - | - | - | - | -- | -- | -- | - |
| 1  | Independiente    | 6 | 4 | 1 | 1 | 11 | 5  | +6 | 9 |
| 2  | Olimpia          | 6 | 4 | 1 | 1 | 8  | 5  | +3 | 9 |
| 3  | Sportivo Luqueño | 6 | 0 | 3 | 3 | 2  | 6  | −4 | 3 |
| 4  | Estudiantes      | 6 | 0 | 3 | 3 | 4  | 9  | −5 | 3 |

| Hemma \ Borta    | Argentina | Argentina | Paraguay | Paraguay |
| Estudiantes      | —         | 1–1       | 0–1      | 1–1      |
| Independiente    | 4–1       | —         | 3–2      | 2–0      |
| Olimpia          | 2–1       | 1–0       | —        | 0–0      |
| Sportivo Luqueño | 0–0       | 0–1       | 1–2      | —        |

### Grupp 2
| Nr | Lag                  | S | V | O | F | GM | IM | MS  | P |
| -- | -------------------- | - | - | - | - | -- | -- | --- | - |
| 1  | Universidad Católica | 6 | 4 | 1 | 1 | 11 | 5  | +6  | 9 |
| 2  | Blooming             | 6 | 3 | 2 | 1 | 10 | 6  | +4  | 8 |
| 3  | Bolívar              | 6 | 2 | 2 | 2 | 10 | 8  | +2  | 6 |
| 4  | O'Higgins            | 6 | 0 | 1 | 5 | 4  | 16 | −12 | 1 |

| Hemma \ Borta        | Bolivia | Bolivia | Chile | Chile |
| Blooming             | —       | 2–1     | 3–0   | 1–2   |
| Bolívar              | 0–0     | —       | 5–1   | 3–2   |
| O'Higgins            | 3–4     | 0–0     | —     | 0–2   |
| Universidad Católica | 0–0     | 3–1     | 2–0   | —     |

### Grupp 3
| Nr | Lag             | S | V | O | F | GM | IM | MS  | P  |
| -- | --------------- | - | - | - | - | -- | -- | --- | -- |
| 1  | Flamengo        | 6 | 5 | 1 | 0 | 19 | 6  | +13 | 11 |
| 2  | América de Cali | 6 | 3 | 1 | 2 | 8  | 9  | −1  | 7  |
| 3  | Junior          | 6 | 2 | 0 | 4 | 9  | 12 | −3  | 4  |
| 4  | Santos          | 6 | 1 | 0 | 5 | 5  | 14 | −9  | 2  |

| Hemma \ Borta   | Colombia | Brasilien | Colombia | Brasilien |
| América de Cali | —        | 1–1       | 2–0      | 1–0       |
| Flamengo        | 4–2      | —         | 3–1      | 4–1       |
| Junior          | 4–1      | 1–2       | —        | 0–3       |
| Santos          | 0–1      | 0–5       | 1–3      | —         |

### Grupp 4
| Nr | Lag              | S | V | O | F | GM | IM | MS  | P |
| -- | ---------------- | - | - | - | - | -- | -- | --- | - |
| 1  | Nacional         | 6 | 4 | 1 | 1 | 13 | 5  | +8  | 9 |
| 2  | El Nacional      | 6 | 3 | 2 | 1 | 12 | 6  | +6  | 8 |
| 3  | Danubio          | 6 | 2 | 1 | 3 | 8  | 8  | 0   | 5 |
| 4  | Nueve de Octubre | 6 | 0 | 2 | 4 | 7  | 21 | −14 | 2 |

| Hemma \ Borta    | Uruguay | Ecuador | Uruguay | Ecuador |
| Danubio          | —       | 1–0     | 0–1     | 5–1     |
| El Nacional      | 3–0     | —       | 3–1     | 3–1     |
| Nacional         | 1–0     | 1–1     | —       | 6–0     |
| Nueve de Octubre | 2–2     | 2–2     | 1–3     | —       |

### Grupp 5
| Nr | Lag                      | S | V | O | F | GM | IM | MS | P |
| -- | ------------------------ | - | - | - | - | -- | -- | -- | - |
| 1  | Universidad de Los Andes | 6 | 4 | 0 | 2 | 6  | 4  | +2 | 8 |
| 1  | Sporting Cristal         | 6 | 4 | 0 | 2 | 8  | 6  | +2 | 8 |
| 3  | Portuguesa               | 6 | 3 | 0 | 3 | 9  | 7  | +2 | 6 |
| 4  | Melgar                   | 6 | 1 | 0 | 5 | 5  | 14 | −9 | 2 |

| Hemma \ Borta            | Peru | Venezuela | Peru | Venezuela |
| Melgar                   | —    | 1–2       | 2–0  | 0–1       |
| Portuguesa               | 4–0  | —         | 1–0  | 1–2       |
| Sporting Cristal         | 3–2  | 2–1       | —    | 2–0       |
| Universidad de Los Andes | 1–0  | 2–0       | 0–1  | —         |

Playoff
| Lag 1                    | Resultat | Lag 2            |
| Universidad de Los Andes | 2–1      | Sporting Cristal |

## Andra gruppspelet

### Grupp 1
| Nr | Lag                  | S | V | O | F | GM | IM | MS | P |
| -- | -------------------- | - | - | - | - | -- | -- | -- | - |
| 1  | Independiente        | 4 | 2 | 2 | 0 | 4  | 2  | +2 | 6 |
| 2  | Nacional             | 3 | 1 | 1 | 1 | 3  | 2  | +1 | 3 |
| 3  | Universidad Católica | 3 | 0 | 1 | 2 | 1  | 4  | −3 | 1 |

| Hemma \ Borta        | Argentina | Uruguay | Chile |
| Independiente        | —         | 1–0     | 2–1   |
| Nacional             | 1–1       | —       | 2–0   |
| Universidad Católica | 0–0       |         | —     |

### Grupp 2
| Nr | Lag                      | S | V | O | F | GM | IM | MS  | P |
| -- | ------------------------ | - | - | - | - | -- | -- | --- | - |
| 1  | Grêmio                   | 4 | 3 | 0 | 1 | 14 | 5  | +9  | 6 |
| 1  | Flamengo                 | 4 | 3 | 0 | 1 | 9  | 7  | +2  | 6 |
| 3  | Universidad de Los Andes | 4 | 0 | 0 | 4 | 2  | 13 | −11 | 0 |

| Hemma \ Borta            | Brasilien | Brasilien | Venezuela |
| Grêmio                   | —         | 5–1       | 6–1       |
| Flamengo                 | 3–1       | —         | 2–1       |
| Universidad de Los Andes | 0–3       | 0–2       | —         |

Playoff
| Lag 1  | Resultat | Lag 2    |
| Grêmio | 0–0      | Flamengo |

Grêmio vidare på grund av bättre målskillnad.

## Final
|  |  | Grêmio | 0 – 1 | Independiente |  |  |
|  |  |        |       |               |  |  |
|  |  |        |       |               |  |  |
|  |  |        |       |               |  |  |

|  |  | Independiente | 0 – 0 | Grêmio |  |  |
|  |  |               |       |        |  |  |
|  |  |               |       |        |  |  |
|  |  |               |       |        |  |  |

Independiente vinnare av Copa Libertadores 1984.